# Warlander
Der Warlander ist eine australische Barockpferderasse, die in den 1990er-Jahren aus der Anpaarung von Friesen und iberischen Pferden entstanden ist.
Hintergrundinformationen zur Pferdebewertung und -zucht finden sich unter: Exterieur, Interieur und Pferdezucht.

## Rassestandard
Nach dem Bayerischen Zuchtverband für Kleinpferde und Spezialrassen

### Allgemein
"Gezüchtet wird ein ausgeglichenes, gelehriges, gutmütiges, williges und leistungsbereites Pferd, das als vielseitiges Reit- und Fahrpferd mit besonders guter Eignung für die Hohe Schule einsetzbar ist."

### Exterieur
Generell soll der Warlander kompakt gebaut sein und im barocken Typ stehen.
Der Kopf wird edel und ausdrucksvoll gewünscht und soll ein gerades oder leicht geramstes Profil, ausdrucksvolle, intelligente Augen, Ohren mit leicht nach innen zeigenden Spitzen und eine gute Ganaschenfreiheit aufweisen. Der Hals wird gut bemuskelt sowie hoch und breit an der Schulter aufgesetzt gewünscht. Dabei soll er sich zum Kopf hin verjüngen. Das Langhaar wird üppig gewünscht, soll dabei weder zu grob noch zu fein sein. Angestrebt werden eine kräftige, lange und schräg gelagerte Schulter und ein deutlich markierter Widerrist. Der kräftig und gut bemuskelt gewünschte Rücken soll eine geschwungene Rückenlinie aufweisen und in eine gut bemuskelte und nicht allzu kurze Kruppe übergehen.
Die Widerristhöhe soll sich auf 150 bis 165 cm belaufen. Eine leichte Übergröße wird toleriert, sofern das Pferd im barocken Typ steht.
Alle Grundfarben sind gestattet; gescheckte Pferde folglich nicht erlaubt. Abzeichen werden toleriert, dürfen an den Beinen jedoch nicht über die Knie reichen.

### Bewegungsablauf
Der Warlander soll sich taktsicher, leichtfüßig und geschmeidig in allen drei Grundgangarten bewegen und dabei viel Dynamik und Elastizität zeigen.

### Eignung
Der Warlander soll als vielseitiges Reit- und Fahrpferd eingesetzt werden können und sich besonders für die Hohe Schule eignen.

### Charakter
Der Warlander soll ein ausgeglichenes, gutmütiges und williges Temperament zeigen und sich gelehrig und leistungsbereit präsentieren.

## Zucht

### Geschichte
Anfang der 1990er-Jahre begann Karen-Maree Kaye, die Leiterin des Classical Sporthorse Stud in Australien, mit der systematischen Kreuzung von Andalusiern und Friesen. Die Kreuzung der beiden Rassen war keinesfalls neu. Während der militärischen Aktivitäten Spaniens zwischen dem 14. und 17. Jahrhundert wurden in vielen Ländern die spanischen Militärpferde (der Tradition wegen ausschließlich Hengste) mit dem einheimischen Stutenmaterial gekreuzt, so auch in den Niederlanden mit den Friesen. In Australien arbeitet das Ursprungsgestüt Classical Sporthorse Stud eng mit der Shepherds Hill Farm in einem selektiven Zuchtprogramm zusammen, um reine Warlander-Linien zu schaffen, mit dem Ziel, genetische Vielfalt zu schaffen.

### Zuchtmethodik
Zum Zuchtprogramm zugelassen sind PREs, Lusitanos, Hispano-Portuges bzw. Cruzados Ibericos (sofern diese zu halb PRE und halb Lusitano sind) und Menorquiner sowie Friesenpferde zugelassen. Im ursprünglichen Standard des CSS war ein Anteil des Friesen und des Iberischen Pferdes von je 50 Prozent vorgesehen, man ist jedoch dazu übergegangen, dass der Anteil zwischen 25 und 75 % schwanken darf. Einkreuzungen anderer Pferderassen sind nicht gestattet.

### Zuchtverbände
Die International Warlander Society and Registry (kurz: IWSR) mit Sitz in den USA hat auf der Basis der Standards des Classical Sporthorse Studs (CSS) im Jahr 2000 weltweite Zuchkriterien festgelegt und war neben dem Bayerischen Zuchtverband für Kleinpferde und Spezialrassen der einzige Verband, der den Warlander führen durfte. Die IWSR wurde September 2012 geschlossen und ist in das neue Mutterstutbuch mit dem Namen Warlander Studbook Society (kurz: WSS) aufgegangen, welches allerdings in Australien seinen Sitz hat. Diese hat sich aufgrund der global steigenden Populationsgröße des Warlanders das Ziel gesetzt, für jedes Land einen eigenen Verband zu gründen. Die WSS verwaltet und besitzt die offiziellen Rassestandards und Bewertungsrichtlinien für Warlander und Warlander Sportpferde und hat das Zuchtbuch zwischen 2012 und 2022 dreimal überarbeitet, um die Standards anzuheben und die Warlanderzucht weltweit zu vereinheitlichen. Unter dem Dach der WSS befinden sich auch die globale Warlander-Genetikdatenbank.
Der Bayerische Zuchtverband für Kleinpferde und Spezialrassen e. V. führt das Zuchtprogramm in Deutschland, Österreich und der Schweiz durch.

### Zuchtbuch
Das Zuchtbuch ist geschlossen, nur Friesen, Andalusier, PREs und Menorquiner dürfen eingekreuzt werden.
Es besteht ein Hauptstutbuch für Pferde, deren Abstammung durch einen DNA-Test geprüft ist, und ein Hilfsstutbuch für Pferde, bei denen dies nicht durchgeführt wurde.

### Zuchtvarianten
Zusätzlich zum Warlander gibt es seit 2019 das Register für das Warlander Sport Horse. Es wurde entwickelt, um Typ und Temperament des Warlanders zu erhalten, dabei aber die Eignung für den klassischen Reitsport zu erhöhen. Das Zuchtbuch ist offen für Pferde, die zu mindestens 3/4 Warlander sind. Ponyrassen dürfen sich jedoch nicht im Pedigree finden.

### Verbreitung
Der Warlander ist laut Zuchtverband in Australien, den USA, Südamerika, Kanada, Ecuador, Südafrika, Deutschland, Schweden, Frankreich, Niederlanden, Norwegen, der Tschechischen Republik, Dänemark und Österreich verbreitet.

### Bestand
Der Bayerische Zuchtverband für Kleinpferde und Spezialrassen gibt den Bestand in Deutschland, Österreich und der Schweiz Stand Ende 2019 mit 2 Stuten an. Den Angaben des Domestic Animal Diversity Information System der UN zufolge beläuft sich die Populationsgröße in Deutschland Stand 2020 auf sechs Exemplare.